# Dom do Góry Nogami (Łeba)
Dom do Góry Nogami (česky Dům vzhůru nohama) se nachází ve městě Łeba v okrese Lębork v Pomořském vojvodství v severním Polsku. Vstup je zpoplatněn.

## Další informace
Dům stojící/ležící na střeše svým vzhledem částečně připomíná perníkovou chaloupku. Ve spodní části domu, tj. nahoře, jsou tři pokoje. V horní části domu, tj. v přízemí, je pokoj, kuchyň, toaleta a koupelna. Vše samozřejmě vzhůru nohama. Dům je netradiční turistickou atrakcí Łeby určenou především pro rodiny s dětmi, ale i pro dospělé. Dům byl postaven v roce 2011.

## Galerie

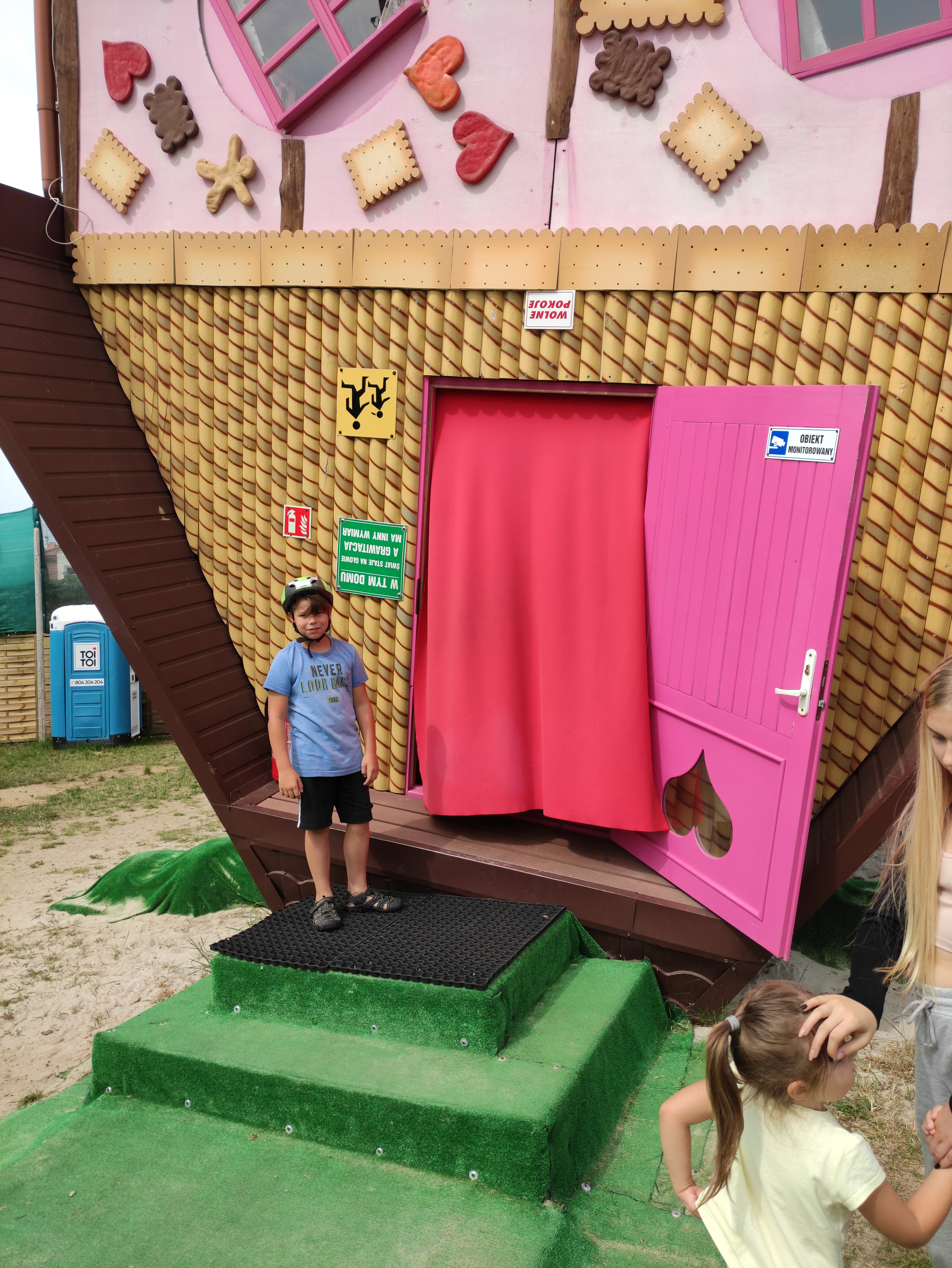
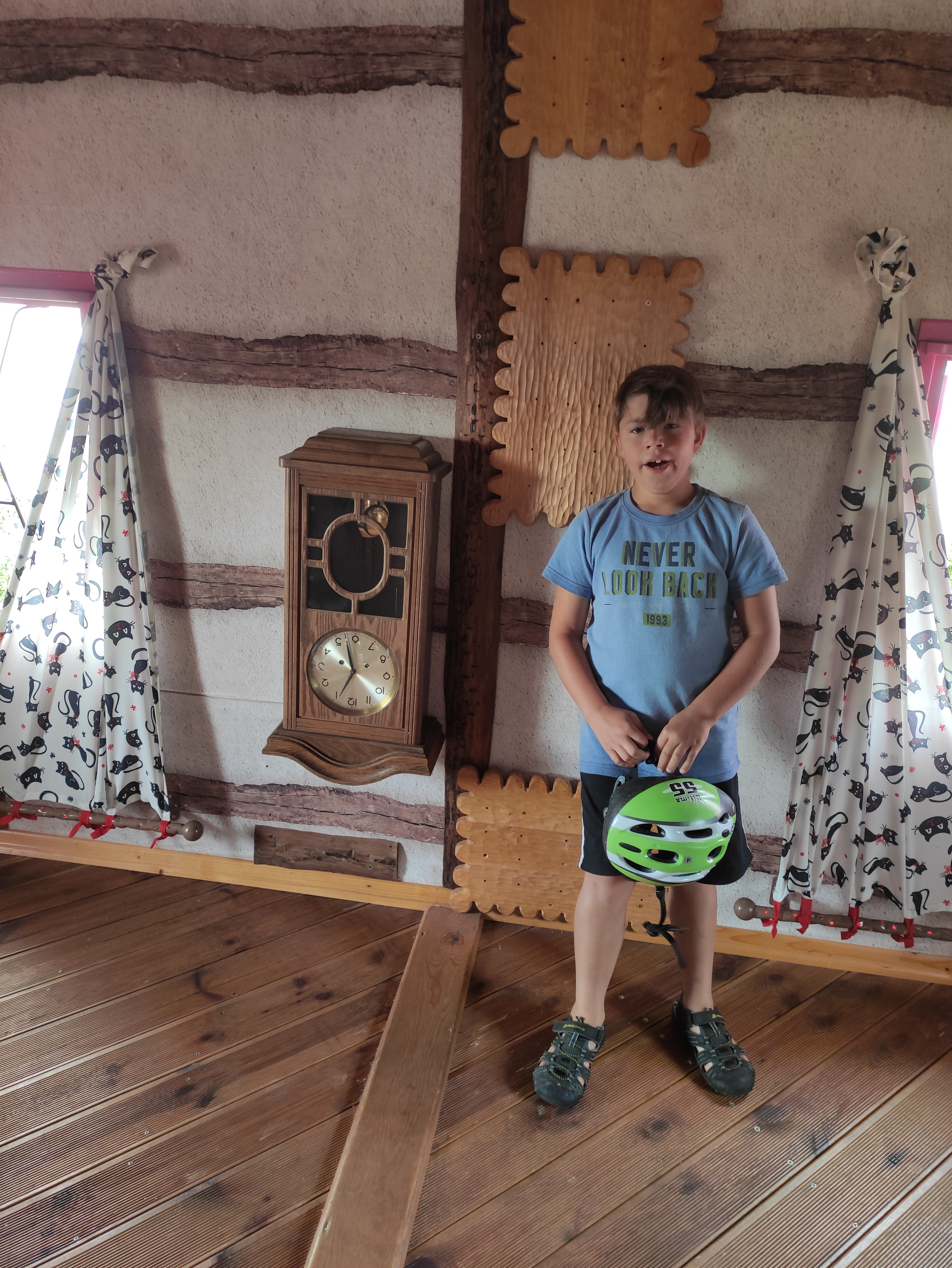